# Alte Salzstraße
Alte Salzstraße er en gammel handelsvej mellem Lüneburg og Lübeck.

## Historie
Den gamle saltvej, der er en del af den tidligere, vigtigste nord-syd-forbindelse i Tyskland, går tilbage til forhistorisk tid. Den største betydning havde den fra det 12. til det 16. århundrede.
I den tid eksporterede Hanseforbundet en stor del af det salt der blev udvundet i Lüneburg til Østersøens havne, hvor de grundlagde sildehandlen ved f.eks. Skånemarkedet ved Falsterbo i Skåne. Hovedomlasningspladsen for salthandelen var Lübeck som var Hansens hovedby og vigtigste østersøhavn, hvor der var et stort saltlager.
Af den gamle saltvej blev saltet fragtet i hestetrukne vogne. Med bygningen af Stecknitzkanalen i 1398 flyttede en del af transporten over på floden Ilmenau, Elben, Stecknitz-Kanalen og Trave.
Alte Salzstraße gik fra Lüneburg via den nuværende Lüner Straße og Neubrücker Tor og det gamle fiskemarked ved Ilmenauhavnen. På den anden side af floden førte den forbi Kloster Lüne mod Adendorf og Brietlingen. Via Lüdershausen og en færge over Neetze gik den videre til Artlenburg, hvor den med en færge krydsede Elben; passagen fra Artlenburg til Schnakenbek var i 11. og 12. århundrede beskyttet af borgen Ertheneburg. Den blev i 1181 sat i brand af Henrik Løve på hans flugt fra Kejser Frederik Barbarossa. I lang tid derefter var der kun en toldstation på stedet.
Det videre vejforløb gik fra Schnakenbek mellem Krüzen og Juliusburg gennem Lütau, Wangelau, Pötrau (Büchen), Siebeneichen og Roseburg. fra Roseburg førte den Hornbek, Woltersdorf og Breitenfelde til fæstningen ved Mölln. Den nutidige vejføring langs B 207 over Fredeburg til Ratzeburg var indtil det 17. århundrede kun af ringe betydning. I middelalderen førte saltvejen over en 62 meter lang bro, der ikke længere eksisterer, over Stadtsee og videre forbi Kloster Marienwohlde, Rotenfelde, Albsfelder Berg til Behlendorf. herfra gik den til Hollenbek, over floden af samme navn, gennem Berkenthin til Krummesse. Her nåede den Lübecker Landgraben og gennem Rothebek ind i Lübeck.

## Ferierute
I dag regnes Alte Salzstraße for en turistrute, der udgøres af Bundesstraße 209 fra Lüneburg over Lauenburg til Schwarzenbek og derfra via Bundesstraße 207 over Mölln og Fredeburg langs Ratzeburger See mod Lübeck. Den går gennem Naturpark Lauenburgische Seen og har kun få sammenfaldende punkter med den historiske vej.

## Fjerncykelrute Alte Salzstraße
Den 90 Kilometer lange fjerncykelrute Alte Salzstraße fører hovedsagelig langs Elbe-Lübeck-Kanal fra Lüneburg tilLübeck.

## Literatur
- Radweg Alte Salzstraße – Auf Alten Handelswegen von Lüneburg. Spiralo 1:50.000, BVA Bielefelder Verlag 2005, ISBN 978-3-87073-340-7
- Alte Salzstraße/Herzogtum Lauenburg. Zwischen Lüneburg und Travemünde, ADFC-Radausflugsführer 1:50.000, BVA Bielefelder Verlag 2013, ISBN 978-3-87073-526-5

## Film
- Die Alte Salzstraße. Dokumentarfilm, Deutschland, 1998, 45 Min., Buch und Regie: Peter Moers, Produktion: NDR, Reihe: Bilderbuch Deutschland, Erstsendung: 5. April 1998, Filminformationen von prisma.